# Spodnje Blato
Spodnje Blato (nekdaj samo Blato) je naselje v Občini Grosuplje.   
Od naselja se je leta 1998 izločilo naselje Praproče pri Grosupljem, kjer se je mdr. rodil Louis Adamič (zato je zdaj navedba, da se je rodil v Spodnjem Blatu, napačna ).